# Campoo de Yuso
Campoo de Yuso – gmina w Hiszpanii, w prowincji Kantabria, w Kantabrii, o powierzchni 89,72 km². W 2011 roku gmina liczyła 703 mieszkańców.